# Panamagors
De Panamagors (Arremonops conirostris) is een zangvogel uit de familie Emberizidae (gorzen).

## Verspreiding en leefgebied
Deze soort telt 7 ondersoorten:
- A. c. richmondi: van oostelijk Honduras tot westelijk Panama.
- A. c. striaticeps: van centraal en oostelijk Panama via westelijk Colombia tot westelijk Ecuador.
- A. c. viridicatus: Coiba (nabij zuidelijk Panama).
- A. c. inexpectatus: het noordelijke deel van Centraal-Colombia.
- A. c. conirostris: noordelijk en noordoostelijk Colombia, noordelijk en centraal Venezuela en uiterst noordelijk Brazilië.
- A. c. umbrinus: oostelijk Colombia en westelijk Venezuela.
- A. c. pastazae: oostelijk Ecuador.